# Arcidiecéze Cuzco
Arcidiecéze Cuzco (latinsky Archidioecesis Cuschensis) je římskokatolická metropolitní arcidiecéze na území peruánského regionu Cuzco se sídlem ve městě Cuzco, kde se nachází katedrální bazilika Nanebevzetí P. Marie. Současným arcibiskupem je od roku 2014 Mons. Richard Daniel Alarcón Urrutia.

## Církevní provincie
Jde o metropolitní arcidiecézi, jíž jsou podřízena tato sufragánní biskupství:
- Územní prelatura Chuquibambilla
- Diecéze abancayská
- Diecéze Sicuani

## Stručná historie
Diecéze byla v Cuzcu založena papežem Pavlem III. 5. září 1536 jako první biskupství na jihoamerickém kontinentu, původně byla sufragánní vůči sevillské arcidiecézi. Původně byla hodně rozsáhlá, ale postupně se stále zmenšovala; poprvé v roce 1541 při založení limské diecéze, jíž byla od roku 1546 podřízena jako sufragánní. Papež Pius XII. ji v roce 1943 povýšil na metropolitní arcidiecézi.